# Katastrofa budowlana w Nowym Sadzie
Katastrofa budowlana w Nowym Sadzie – katastrofa budowlana w Serbii, zawalenie się 1 listopada 2024 dachu na dworcu kolejowym w Nowym Sadzie. W katastrofie zginęło 16 osób, a jedna została ranna.

## Tło
W 2021 ogłoszono plany modernizacji i rozbudowy stacji w ramach działań rządu Serbii na rzecz rewitalizacji i modernizacji infrastruktury kolejowej w kraju, w celu wprowadzenia szybkich pociągów. Zakres prac obejmował modernizację torów, budowę nowej platformy oraz całkowitą renowację głównego budynku, z dodatkowymi windami dla osób niepełnosprawnych. Prace rozpoczęły się we wrześniu 2021 roku.
Rekonstrukcję stacji kolejowej przeprowadzały chińskie firmy China Railway International i China Communications Construction Company (CCCC) jako część projektu linii kolejowej Budapeszt – Belgrad.
Odnowiony budynek został ponownie otwarty 19 marca 2022, z nowoczesną linią kolejową, na której pociągi osiągają prędkość do 200 km/h na trasie Belgrad – Nowy Sad.

## Katastrofa
1 listopada 2024 o godzinie 11:50 zawaliło się zadaszenie nad głównym wejściem do dworca kolejowego w Nowym Sadzie. W katastrofie zginęło 16 osób, w tym sześcioletni chłopiec, a jedna osoba została ranna.
Według inżyniera budowlanego Danijela Dašicia powodem zawalenia było dodanie podczas modernizacji budynku dodatkowej ciężkiej stalowej konstrukcji ze szklanymi panelami, która przeciążyła konstrukcję.

## Reakcje
- Serbia – rząd Serbii ogłosił 2 listopada 2024 dniem żałoby, podczas gdy w Nowym Sadzie ogłoszono trzydniową żałobę[7]. Prezydent Serbii Aleksandar Vučić zażądał politycznej i karnej odpowiedzialności za wypadek[8]. Odbyły się demonstracje, w których żądano dymisji ministra budownictwa Gorana Vesićia[9], a nawet prezydenta. W odpowiedzi prezydent Vučić zaproponował przeprowadzenie referendum w sprawie odwołania go ze stanowiska[10]. 11 listopada 2024 w Belgradzie odbyła się wielotysięczna demonstracja, w której protestujący oskarżyli rząd o korupcję, przestępczość, brak transparentności, zaniedbania i chciwość i zamierzali złożyć wniosek o dymisję premiera Miloša Vučevićia[11].
- Bośnia i Hercegowina – w Republice Serbskiej ogłoszono dwa dni żałoby[12].
- Czarnogóra – rząd Czarnogóry ogłosił 3 listopada dniem żałoby narodowej[13].
- Węgry – premier Węgier Viktor Orbán wyraził kondolencje dla Serbii i rodzin ofiar[14].
- ChRL – chińskie konsorcjum, które prowadziło prace modernizacyjne, oświadczyło, że zadaszenie nie było częścią modernizacji[15] (czemu przeczą nagrania, do których dotarły serbskie media)[9].